# 黃節甫
黃節甫（1438年—?），福建興化府莆田縣人，鹽籍，明朝政治人物。進士出身。

## 生平
早年出身國子生，福建鄉試第三名。成化十四年（1478年）戊戌科會試第二百七十五名，殿試登進士第三甲第六十八名。官行人司司正。

## 家族
曾祖父黃宗孟。祖父黃廷珪。父亲黃與直。母方氏。慈侍下。娶鄭氏。